# Encenser (MNAC/MAC 4581)
L'Encenser exhibit al Museu Nacional d'Art de Catalunya amb el número del catàleg 004581-000 és un petit braser de 12,8 x 14 x 14 cm, d'autoria anònima i realitzat suposadament a Catalunya al segon quart del segle xii.

## Context històric i artístic
Els encensers són emprats com a contenidors crematoris d'encens en determinades cerimònies litúrgiques i el seu ús està documentat des d'antic: durant l'època romànica es van representar sovint i, per exemple, al MNAC són presents a les pintures murals d'Esterri de Cardós (MNAC/MAC 15970), a Sorpe (MNAC/MAC 113144) o a Sant Esteve d'Andorra la Vella (MNAC/MAC 35706-35711).
Alguns dels centres de producció d'orfebreria i esmalt més importants de l'Europa Occidental a l'època romànica van ésser Lieja, Colònia, Llemotges i Santo Domingo de Silos. Cal suposar, a més, l'existència de tallers d'abast més local que seguien els procediments i models dels més importants. En aquest marc, l'encenser esfèric s'ha considerat, amb força unanimitat, un bon exemple de peça catalana que reflecteix les produccions locals anteriors a la gran difusió dels productes llemosins, que s'introduiran amb molta força en diverses zones europees, entre les quals hi ha Catalunya.
Fou una adquisició de la col·lecció Plandiura el 1932.

## Descripció
A l'època romànica, els encensers van prendre diverses formes, com ara l'esfèrica, de la qual aquest model és un clar exemple. Originalment daurat i decorat amb esmalt, està constituït per dues peces semiesfèriques (la superior calada, per permetre la sortida del fum) decorades cada una amb elements vegetals i parelles d'aus enfrontades dins un cercle. Aquest tema és molt habitual i s'inscriu dins els repertoris que reflecteixen el record de l'art romà d'Orient o islàmic, a través de produccions del món dels teixits o dels voris. La peça se subjectava amb cadenes, a partir dels quatre punts de subjecció que, a més, marquen la distribució quadripartida de la decoració de la peça.